# Yana Rattigan
Yana Rattigan Stadnik (ur. 20 stycznia 1987) – ukraińska i od 2007 roku brytyjska zapaśniczka walcząca w stylu wolnym. Czterokrotna uczestniczka mistrzostw świata, piąta w 2009. Wicemistrzyni Europy w 2010 i 2013. Zajęła jedenaste miejsce na igrzyskach europejskich w 2015. Srebrna medalistka Igrzysk Wspólnoty Narodów w 2014, gdzie reprezentowała Anglię. Druga na Światowych Igrzyskach Sportów Walki w 2010. Mistrzyni Europy juniorów w 2005 roku.
Pochodzi z rodziny zapaśniczej. Jej brat Andrij Stadnik, zdobył srebrny medal olimpijski w Pekinie 2008 dla Ukrainy, a szwagierka Marija Stadnik, zdobyła srebrny medal olimpijski w Londynie 2012 i brązowy w Pekinie 2008, dla Azerbejdżanu.
Od 2010 roku jest żoną Brytyjczyka Leona Rattigana, dwukrotnego brązowego medalisty Igrzysk Wspólnoty Narodów.